# Zápas na Letních olympijských hrách 1976 – muži, řecko-římský do 90 kg
Zápas řecko-římský ve váhové kategorii do 90 kg probíhal na Letních olympijských hrách 1976 v Montrealu, v multifunkční hale Maurice Richard Arena. O medaile se utkalo celkem 13 zápasníků.

## Turnajové výsledky
Za prohru zápasníci získávají záporné body. 6 bodů vyřazuje zápasníka z dalších bojů. Poté, co zbývají poslední tři borci, utkají se tito ve finálovém kole o medaile.
Legenda
- TF — Lopatkové vítězství
- IN — Vítězství pro soupeřovo zranění
- DQ — Vítězství pro soupeřovu pasivitu
- D1 — Vítězství pro soupeřovu pasivitu, vítěz taktéž napomínán
- D2 — Oba zápasníci diskvalifikováni pro pasivitu
- FF — Kontumační vítězství
- DNA — Soupeř nenastoupil
- TPP — Trestné body celkem
- MPP — Trestné body za zápas

Sankce
- 0 - Lopatkové vítězství, technická převaha, pro pasivitu, zranění soupeře, nenastoupení
- 0,5 - Výhra na body, 8-11 bodů rozdíl
- 1 - Výhra na body, 1-7 bodů rozdíl
- 2 - Výhra pro pasivitu, vítěz taktéž napomínán
- 3 - Prohra na body, 1-7 body rozdíl
- 3,5 - Prohra na body, 8-11 bodů rozdílu
- 4 - Prohra lopatková, technickou převahu, pro pasivitu, zranění, nenastoupení

### Kolo 1
| TPP | MPP |                          | Skóre     |                        | MPP | TPP |
| --- | --- | ------------------------ | --------- | ---------------------- | --- | --- |
| 0   | 0   | Sadao Sato (JPN)         | TF / 2:00 | Fred Theobald (FRG)    | 4   | 4   |
| 4   | 4   | Michel Grangier (FRA)    | DQ / 7:54 | Valerij Rezancev (URS) | 0   | 0   |
| 3   | 3   | Petre Dicu (ROU)         | 2 - 7     | István Séllyei (HUN)   | 1   | 1   |
| 3   | 3   | Darko Nišavić (YUG)      | 3 - 10    | Stojan Nikolov (BUL)   | 1   | 1   |
| 0   | 0   | James Johnson (USA)      | TF / 1:20 | Ambroise Sarr (SEN)    | 4   | 4   |
| 0   | 0   | Frank Andersson (SWE)    | 25 - 9    | Hashem Kolahi (IRI)    | 4   | 4   |
| 0   |     | Czesław Kwieciński (POL) |           | Bye                    |     |     |

### Kolo 2
| TPP | MPP |                          | Skóre     |                       | MPP | TPP |
| --- | --- | ------------------------ | --------- | --------------------- | --- | --- |
| 0   | 0   | Czesław Kwieciński (POL) | TF / 2:00 | Sadao Sato (JPN)      | 4   | 4   |
| 5   | 1   | Fred Theobald (FRG)      | 11 - 4    | Michel Grangier (FRA) | 3   | 7   |
| 0   | 0   | Valerij Rezancev (URS)   | TF / 2:51 | Petre Dicu (ROU)      | 4   | 7   |
| 4   | 3   | István Séllyei (HUN)     | 2 - 4     | Darko Nišavić (YUG)   | 1   | 4   |
| 1   | 0   | Stojan Nikolov (BUL)     | TF / 8:02 | James Johnson (USA)   | 4   | 4   |
| 8   | 4   | Ambroise Sarr (SEN)      | TF / 1:32 | Frank Andersson (SWE) | 0   | 0   |
| 4   |     | Hashem Kolahi (IRI)      |           | Bye                   |     |     |

### Kolo 3
| TPP | MPP |                      | Skóre     |                          | MPP | TPP |
| --- | --- | -------------------- | --------- | ------------------------ | --- | --- |
| 8   | 4   | Hashem Kolahi (IRI)  | TF / 0:12 | Czesław Kwieciński (POL) | 0   | 0   |
| 8   | 4   | Sadao Sato (JPN)     | TF / 3:55 | Valerij Rezancev (URS)   | 0   | 0   |
| 9   | 4   | Fred Theobald (FRG)  | DQ / 5:06 | István Séllyei (HUN)     | 0   | 4   |
| 4   | 0   | Darko Nišavić (YUG)  | DQ / 7:28 | James Johnson (USA)      | 4   | 8   |
| 2   | 1   | Stojan Nikolov (BUL) | 10 - 4    | Frank Andersson (SWE)    | 3   | 3   |

### Kolo 4
| TPP | MPP |                          | Skóre     |                        | MPP | TPP |
| --- | --- | ------------------------ | --------- | ---------------------- | --- | --- |
| 3   | 3   | Czesław Kwieciński (POL) | 3 - 9     | Valerij Rezancev (URS) | 1   | 1   |
| 8   | 4   | István Séllyei (HUN)     | DQ / 4:55 | Stojan Nikolov (BUL)   | 0   | 2   |
| 5   | 1   | Darko Nišavić (YUG)      | 3 - 2     | Frank Andersson (SWE)  | 3   | 6   |

### Kolo 5
| TPP | MPP |                          | Skóre     |                      | MPP | TPP |
| --- | --- | ------------------------ | --------- | -------------------- | --- | --- |
| 3   | 0   | Czesław Kwieciński (POL) | DQ / 8:00 | Darko Nišavić (YUG)  | 4   | 9   |
| 2   | 1   | Valerij Rezancev (URS)   | 6 - 6     | Stojan Nikolov (BUL) | 3   | 5   |

### Finále
Výsledky z předchozích kol se započítávají do finále (žlutě zvýrazněno)
| TPP | MPP |                          | Skóre     |                          | MPP | TPP |
| --- | --- | ------------------------ | --------- | ------------------------ | --- | --- |
|     | 3   | Czesław Kwieciński (POL) | 3 - 9     | Valerij Rezancev (URS)   | 1   |     |
| 2   | 1   | Valerij Rezancev (URS)   | 6 - 6     | Stojan Nikolov (BUL)     | 3   |     |
| 5   | 2   | Stojan Nikolov (BUL)     | D1 / 6:46 | Czesław Kwieciński (POL) | 4   | 7   |

## Finálové pořadí
1. Valerij Rezancev (URS)
2. Stojan Nikolov (BUL)
3. Czesław Kwieciński (POL)
4. Darko Nišavić (YUG)
5. Frank Andersson (SWE)
6. István Séllyei (HUN)
7. Sadao Sato (JPN) a  James Johnson (USA)